# Monumento a la Constitución de 1812

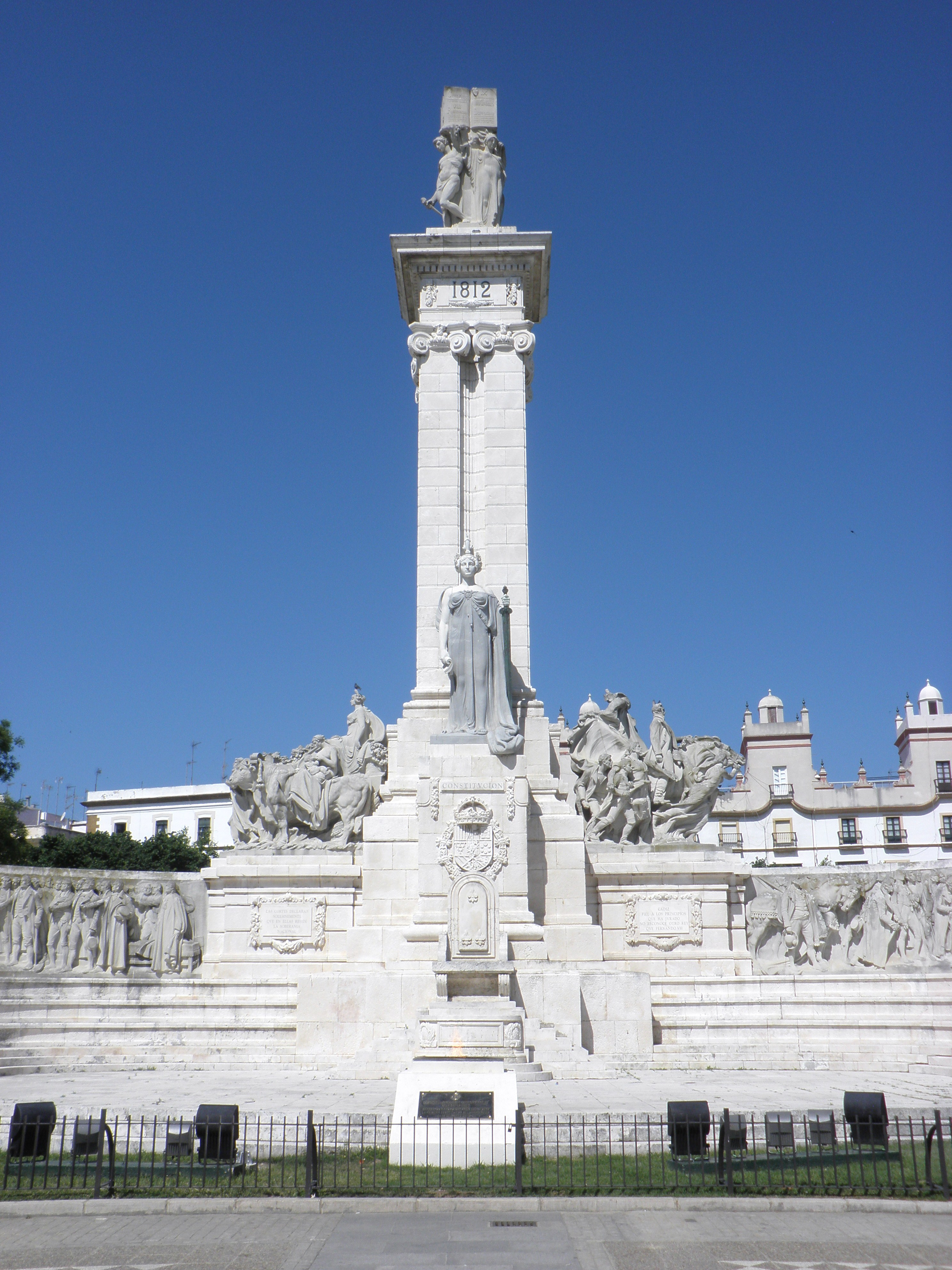
Vista de la parte central.

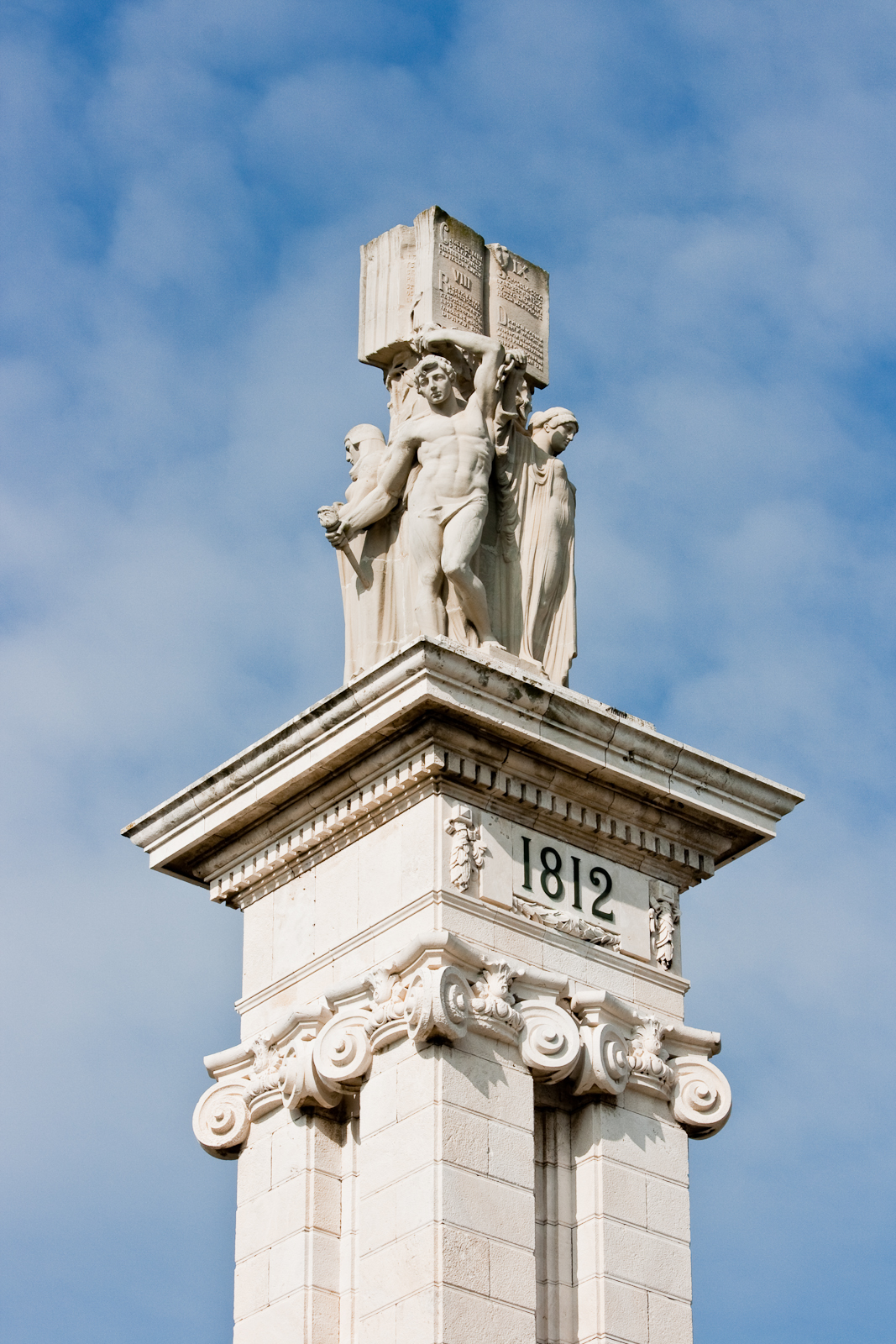
Detalle de la parte superior de la columna central del Monumento.

El monumento a la Constitución de 1812 es un monumento conmemorativo de España que conmemora el centenario de la Constitución de 1812 ubicado en la  Plaza de España de Cádiz.
También conocido como monumento de las Cortes, fue un proyecto de Modesto López Otero, como arquitecto, y Aniceto Marinas, como escultor. Fue realizado en 1912 y contiene varias alegorías de la Guerra, la Paz, la Agricultura y la Industria, junto con relieves alusivos a la resistencia gaditana durante la Guerra de la Independencia.
Los laterales del monumento muestran las figuras alegóricas de la Agricultura a la izquierda y a la derecha de la Ciudadanía. Las columnas con figuras femeninas—comúnmente llamadas cariátides—que sirven de sustento a la pieza que representa el Código constitucional de 1812 rematan el conjunto con gran sentido de aparatosidad escenográfica de tipo palaciego y solemne. El monumento se integra en los jardines de la Plaza de España y también se integra con su forma y estructura mediante su color.

## Decreto para su formación
El monumento nace por el siguiente decreto.

Las Cortes generales y extraordinarias queriendo fixar por todos los medios posibles en la memoria de los españoles la feliz época de la promulgación de la Constitución política de la monarquía, decretan: que la plaza principal de todos los pueblos de las Españas, en la que se celebre ó se haya celebrado ya este acto solemne, sea denominada en lo sucesivo plaza de la Constitución, y que se exprese así en una lápida erigida en la misma al indicado objeto
Madrid, España. 14 de agosto de 1812

## Plazas similares
A partir de ese momento, proliferaron plazas y monumentos por todo el continente americano. Sin embargo, tras el retorno de Fernando VII a un período absolutista e intransigente después de desmoronarse el Trienio Liberal en 1814, la mayoría de ellos fue destruido en represalia. Esto aunado con la independencia en Latinoamérica hizo que muchos también se perdieran o cambiaran de significado como, por ejemplo, la Plaza de la Constitución en Ciudad de México, que hoy recuerda la Constitución Mexicana de 1917, pero que en un principio fue creada para celebrar la de Cádiz.
Actualmente solo quedan algunos ejemplares tales como:
- Plaza Matriz en Montevideo, Uruguay
- Plaza de la Constitución en San Agustín, Florida, Estados Unidos (entonces la Florida española)
- Monumento a la Constitución de 1812 en Comayagua, Honduras[3]
- Plaza Constitución en Metapán, El Salvador[4]